# چاقوی جبل ارک
چاقوی جبل ارک یک چاقوی از جنس عاج و سنگ چخماق است که قدمت آن در دوره قبل از تاریخ نقاده دوم مصر است که از حدود سال ۳۴۵۰ قبل از میلاد شروع می‌شود و تأثیرات بین‌النهرین را نشان می‌دهد. این چاقو در سال ۱۹۱۴ در قاهره توسط Georges Aaron Bénédite برای موزه لوور خریداری شد. در زمان خرید، ادعا شد که دسته چاقو توسط فروشنده در محل کوه اراک (جبل العرک) پیدا شده‌است، اما امروزه تصور می‌شود که از آبیدوس آمده‌است.